# Зграде партизанске штампарије „Борба”
Зграде партизанске штампарије "Борба" у Ужицу, у Дринској улици бр. 17 – Коштица, биле су 1941. године, објекти у којима је била смештена штампарија, по доласку Врховног штаба. У централном регистру Споменика културе Републике Србије се води под јединственим називом Историјске зграде у Ужицу, као непокретно културно добро од изузетног значаја.
Доласком Врховног штаба у Ужице почеле су припреме за поновно покретање листа "Борба", чији је последњи број изашао у доба монархистичке диктатуре. Први број ужичке Борбе појавио се 19. октобра, из Ужица је Борба редовно упућивана у све ослобођене крајеве земље, а издато је 18 бројева, штампаних у тиражу од по 10.000 примерака. Зграде потоње партизанске штампарије подигла је пре Другог светског рата Државна хипотекарна банка. После ослобођења у њима је био смештен Дечији дом Жељо Ђурић, а потом Дом ученика у привреди.
Спољне зидове зграде су сачувале у првобитном изгледу, док су у ентеријеру вршене знатне измене.